# هوادهی معدن

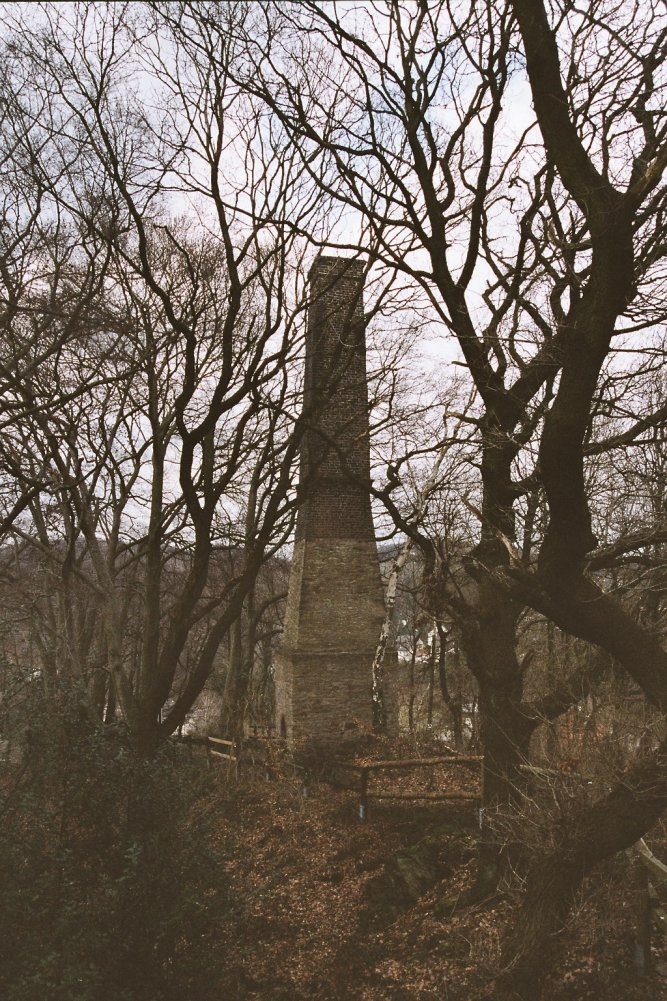
دودکش کوره هوای بوخهلتس-کمپن برای فراهم کردن هوای تازه در این معدن

هوادهی معدن در معدنکاری به اقدامات فنی برای فراهم کردن هوای تازه در تونل‌ها یا چاه‌های معدن گفته می‌شود. طبق قانون اتحادیهٔ اروپا هوادهی کافی باید برای معادن زیرزمینی انجام شود.

## تاریخچه
قدمت هوادهی معدن به اندازهٔ قدمت معدنکاری زیرزمینی است. هنگامی که معدنکاران کانی‌ها را از تونل‌ها یا چاه‌ها استخراج می‌کردند، هر چه بیشتر و بیشتر در دل تونل یا چاه جلو می‌رفتند نفوذ جریان هوا کمتر و کمتر می‌شد و بنابراین معدنکاران مجبور بودند اقداماتی را انجام دهند تا در زیر زمین خفه نشوند. گئورگیوس اگریکولا در دوازده کتاب معدنکاری و ذوب فلزات خود شرح می‌دهد که معدنکاران چگونه با سازه‌های چوبی مانند کلاهک هوا باد را به درون معدن هدایت می‌کردند یا با دم آهنگری جریان هوای مصنوعی ایجاد می‌کردند. در معدن‌های هارتس در سدهٔ شانزدهم سیستم هوادهی ایجاد شد تا هوا به درون معدن جریان پیدا کرده و از ساخت قنات هوا چشم پوشی شود. نخستین دستگاه‌های هوادهی در معدن‌های هارتس در اوائل سدهٔ هجدهم به کار برده شد.

## کارکرد
یک سیستم هوادهی دارای سه کارکرد است:
- درونداد هوای تازه
- برونداد هوای مصرف شده و گازهای زیانبار
- پایین آوردن دما در تونل

درونداد هوای تازه برای انسان‌ها و حیوانات زیرزمین نیاز است تا هوای تازه را برای تنفس آن‌ها فراهم کند. همچنین برای روشن کردن و سوزاندن نیز هوای تازه لازم است. هوای تازه باید در سرتاسر تونل پخش شود.
برونداد هوای مصرف شده یعنی بیرون فرستادن یا دست کم کم کردن هوای سمی و آلوده در معدن. در معدن‌های زیرزمینی زغال سنگ از زمان‌های گذشته وسائل نقلیهٔ دیزلی برای این منظور به کار می‌رفت. خود گازهای متصاعد از این موتورها باید به وسیلهٔ هوادهی از میان رفته یا رقیق شود.
در اثر فرآیندهای گوناگون هوای معدن گرم می‌شود. دمای زمین نقش مهمی در گرم شدن هوای زیرزمین دارد، ولی در ژرفای زیاد تراکم هوا نیز منجر به گرم شدن هوا می‌کند. در این موارد هوادهی نقش عمده‌ای در تنظیم دمای درون تونل دارد.

## ایجاد جنبش در هوا

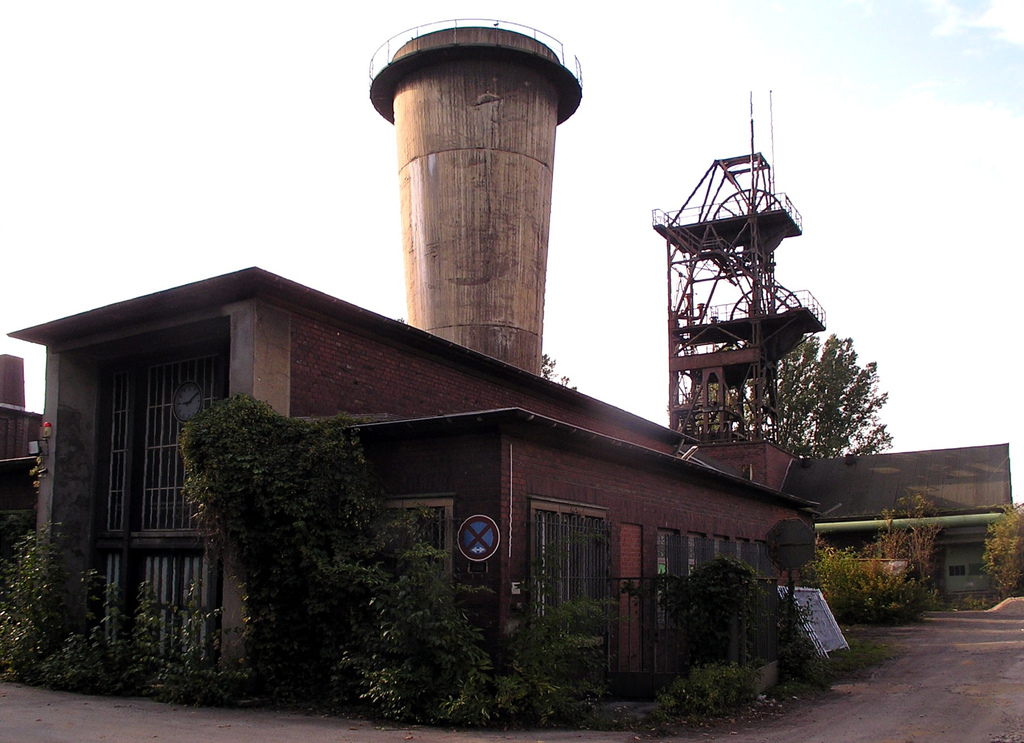
دستگاه تهویه تونل یک معدن

برای ایجاد جنبش در هوا باید به هوای درون تونل هوا افزود یا به عبارتی هوا دمید یا از هوای آن کم کرد یا به عبارتی هوای آن را مکید. این نوع حرکت در هوا را حرکت دمنده مکنده می‌نامند. در حرکت دمنده هوای تازه از محیط مکیده شده و با فشار به درون معدن افزوده می‌شود. هوای آلوده به وسیلهٔ قنات خروجی به بیرون فرستاده می‌شود. در هوادهی مکشی هوا از درون معدن مکیده شده و به بیرون دمیده می‌شود و از راه قنات ورودی هوای تازه خود به خود به درون معدن کشیده می‌شود. هوادهی می‌تواند به وسیلهٔ فرآیندهای طبیعی پدید آید یا به‌طور مصنوعی ایجاد شود. چنانچه میان معدن و محیط اطراف آن اختلاف دما وجود داشته باشد یا اختلاف فشار هوا وجود داشته باشد، هوا به درون معدن جریان پیدا می‌کند و هر چه این اختلاف دما و فشار بیشتر باشد جریان هوا به درون معدن نیرومندتر خواهد بود. فشار هوا و اثر دما همدیگر را تکمیل کرده و بر روی یکدیگر اثر می‌گذارند. اثر اختلاف دما معمولاً بر اختلاف فشار چیرگی دارد. این نوع هوادهی را هوادهی طبیعی می‌نامند. در معدن‌های کوچکی که در نزدیک سطح زمین قرار دارند هوادهی طبیعی برای تعویض هوا می‌تواند کافی باشد. نیروی لازم جریان هوا بستگی به تعداد افراد، تعداد دستگاه‌های دارای موتورهای احتراقی و میزان گازهای زیانبار در معدن دارد. در بیشتر معدن‌ها معمولاً هوادهی طبیعی بسنده نیست و جریان هوا می‌بایست به کمک اقدامات فنی ایجاد گردد.
یکی از راه‌های ساده برای تقویت مصنوعی جریان هوا گرم کردن هوای آلوده است تا رانش گرمایی تولید شود. برای این روش بشکه آتش و کوره هوا به کار می‌رود. این روش در اوائل سدهٔ هجدهم روش اصلی و مؤثر هوادهی بود. این روش نوعی از روش مکش است. حرکت عمودی نوعی از روش مکش است. حرکت عمودی هوایی که در آن آتش در حال سوختن است جریان هوایی را تولید می‌کند که هوای زیانبار را به بیرون می‌راند. روش دیگر برای ایجاد حرکت در هوا سود بردن از باد طبیعی است. در این روش بر روی قنات هوا بادگیر یا کلاهک هوا ساخته می‌شد که جریان‌های هوای سطح زمین را به درون معدن هدایت می‌کردند. در این بادگیرها همچنین دم‌های آهنگری یا چرخ هوا که محرک آن نیروی انسان یا حیوان است به کار گرفته می‌شد. تاسیسات هوادهی مصنوعی را دستگاه هوادهی می‌نامند. دستگاه‌های هوادهی به دو نوع مکشی و دمشی تقسیم می‌شوند. امروزه به عنوان دستگاه هوادهی فقط دستگاه تهویه تونل (تهویه‌های بزرگ) به کار می‌رود. این دستگاه‌ها معمولاً به عنوان دستگاه‌های تهویهٔ دو مرحله‌ای ساخته می‌شوند تا این که در عمق زیاد اختلاف فشار لازم را فراهم آورند. دستگاه‌های تهویه تونل می‌توانند دارای قطر اسمی تا ۵ متر و نیروی محرکه الکتریکی تا ۲۵۰۰ کیلووات باشند. این دستگاه‌های تهویه تونل بزرگترین دستگاه‌های تهویه جهان هستند.

## هدایت هوا
شرایط لازم برای درونداد و برونداد هوا این است که معدن دست کم دارای دو دهانه در سطح زمین باشد. این دو دهانه باید در زیر زمین به هم راه داشته باشند. از راه یکی از این دهانه‌ها هوا به درون و از راه دهانهٔ دیگر هوا به بیرون جریان پیدا می‌کند.